# Liste der Boxweltmeister im Superfedergewicht
Diese Liste der Boxweltmeister im Superfedergewicht bietet sowohl eine Übersicht über alle universellen Boxweltmeister als auch alle des ehemaligen Verbandes NYSAC sowie alle des Verbandes NBA (die NBA wurde im Jahre 1962 in WBA umbenannt) und alle der vier anerkannten und aktuell tätigen Weltverbände (WBC, WBA, IBF, WBO) im Superfedergewicht in chronologischen Reihenfolgen in separaten Tabellen. Die WBA-Superchampions sind sowohl in der chronologischen WBA-Tabelle als auch in einer separaten Tabelle gelistet. Der Status des Superchampions der WBA ist höher gereiht als der des regulären. Daher ist der WBA-Superchampion der eigentliche Weltmeister. Die WBO gehört erst seit 2007 zu den bedeutenden Verbänden.

## Universal
| Nr. | Weltmeister       | Von               | Bis               |
| --- | ----------------- | ----------------- | ----------------- |
| 1   | Johnny Dundee     | 18. November 1921 | 30. Mai 1923      |
| 2   | Jack Bernstein    | 30. Mai 1923      | 12. Dezember 1923 |
| 3   | Johnny Dundee (2) | 17. Dezember 1923 | 20. Juni 1924     |
| 4   | Steve Sullivan    | 20. Juni 1924     | 15. Dezember 1924 |
| 5   | Mike Ballerino    | 15. Dezember 1924 | 2. Dezember 1925  |
| 6   | Tod Morgan        | 2. Dezember 1925  | 20. Dezember 1929 |
| 7   | Benny Bass        | 20. Dezember 1929 | 15. Juli 1931     |
| 8   | Kid Chocolate     | 15. Juli 1931     | 25. Dezember 1933 |
| 9   | Frankie Klick     | 25. Dezember 1933 | 28. Januar 1935   |
| 10  | Barney Ross       | 28. Januar 1935   | 9. April 1935     |
| 11  | Harold Gomes      | 20. Juli 1959     | 16. März 1960     |
| 12  | Flash Elorde      | 16. März 1960     | 23. Juli 1962     |

## NYSAC
| Nr. | Weltmeister | Von               | Bis               | Anzahl der Titelverteidigungen |
| --- | ----------- | ----------------- | ----------------- | ------------------------------ |
| 1   | Tod Morgan  | 16. Dezember 1927 | 20. Dezember 1929 | 0                              |
| 2   | Benny Bass  | 20. Dezember 1929 | 15. Juli 1931     | 0                              |

## WBC
| Weltmeister             | Amt       |
| ----------------------- | --------- |
| Flash Elorde            | 1963–1967 |
| Yoshiaki Numata         | 1967      |
| Hiroshi Kobayashi       | 1967–1969 |
| René Barrientos         | 1969–1970 |
| Yoshiaki Numata (2)     | 1970–1971 |
| Ricardo Arredondo       | 1971–1974 |
| Kuniaki Shibata         | 1974–1975 |
| Alfredo Escalera        | 1975–1978 |
| Alexis Argüello         | 1978–1980 |
| Rafael Limón            | 1980–1981 |
| Cornelius Boza Edwards  | 1981      |
| Rolando Navarrete       | 1981–1982 |
| Rafael Limón (2)        | 1982      |
| Bobby Chacon            | 1982–1983 |
| Hector Camacho          | 1983–1984 |
| Julio César Chávez      | 1984–1987 |
| Azumah Nelson           | 1988–1994 |
| Jesse James Leija       | 1994      |
| Gabriel Ruelas          | 1994–1995 |
| Azumah Nelson (2)       | 1995–1997 |
| Genaro Hernandez        | 1997–1998 |
| Floyd Mayweather Jr.    | 1998–2002 |
| Sirimongkol Singwangcha | 2002–2003 |
| Jesus Chavez            | 2003–2004 |
| Erik Morales            | 2004      |
| Marco Antonio Barrera   | 2004–2007 |
| Juan Manuel Márquez     | 2007–2008 |
| Manny Pacquiao          | 2008      |
| Humberto Soto           | 2008–2010 |
| Vitali Tajbert          | 2010      |
| Takahiro Aō             | 2010–2012 |
| Gamaliel Diaz           | 2012–2013 |
| Takashi Miura           | 2013–2015 |
| Francisco Vargas        | 2015–2017 |
| Miguel Berchelt         | seit 2017 |

## NBA
| Nr. | Weltmeister   | Von               | Bis               | Anzahl der Titelverteidigungen |
| --- | ------------- | ----------------- | ----------------- | ------------------------------ |
| 1   | Tod Morgan    | 16. Dezember 1927 | 1928              | 0                              |
| 2   | Kid Chocolate | 15. Juli 1931     | 25. Dezember 1933 | 3                              |
| 3   | Sandy Saddler | 6. Dezember 1949  | 8. September 1950 | 0                              |
| 4   | Harold Gomes  | 20. Juli 1959     | 16. März 1960     | 0                              |

## WBA
| Weltmeister             | Amt       |
| ----------------------- | --------- |
| Flash Elorde            | 1963–1967 |
| Yoshiaki Numata         | 1967      |
| Hiroshi Kobayashi       | 1967–1971 |
| Alfredo Marcano         | 1971–1972 |
| Ben Villaflor           | 1972–1973 |
| Kuniaki Shibata         | 1973      |
| Ben Villaflor (2)       | 1973–1976 |
| Samuel Serrano          | 1976–1980 |
| Yasutsune Uehara        | 1980–1981 |
| Samuel Serrano (2)      | 1981–1983 |
| Roger Mayweather        | 1983–1984 |
| Rocky Lockridge         | 1984–1985 |
| Wilfredo Gómez          | 1985–1986 |
| Alfredo Layne           | 1986      |
| Brian Mitchell          | 1986–1991 |
| Joey Gamache            | 1991      |
| Genaro Hernandez        | 1991–1995 |
| Choi Yong-soo           | 1995–1998 |
| Takanori Hatakeyama     | 1998–1999 |
| Lakva Sim               | 1999      |
| Baek Jong-kwon          | 1999–2000 |
| Joel Casamayor          | 200–2002  |
| Acelino Freitas         | 2002–2004 |
| Yodsanan Sor Nanthachai | 2002–2005 |
| Vicente Mosquera        | 2005–2006 |
| Edwin Valero            | 2006–2008 |
| Jorge Linares           | 2008–2009 |
| Juan Carlos Salgado     | 2009–2010 |
| Takashi Uchiyama        | 2010–2016 |
| Javier Fortuna          | 2015–2016 |
| Jezreel Corrales        | 2016–2017 |
| Jason Sosa              | 2016–2017 |
| Alberto Machado         | 2017–2018 |
| Gervonta Davis          | seit 2018 |
| Andrew Cancio           | seit 2019 |

### WBA-Superchampions
| Weltmeister      | Amt       |
| ---------------- | --------- |
| Acelino Freitas  | 2002–2004 |
| Takashi Uchiyama | 2015–2016 |
| Jezreel Corrales | 2016–2017 |
| Gervonta Davis   | seit 2018 |

## IBF
| Weltmeister              | Amt       |
| ------------------------ | --------- |
| Yuh Hwan-kil             | 1984–1985 |
| Lester Ellis             | 1985      |
| Barry Michael            | 1985–1987 |
| Rocky Lockridge          | 1987–1988 |
| Tony Lopez               | 1988–1989 |
| John John Molina         | 1989–1990 |
| Tony Lopez (2)           | 1990–1991 |
| Brian Mitchell           | 1991      |
| John John Molina (2)     | 1992–1995 |
| Eddie Hopson             | 1995      |
| Tracy Harris Patterson   | 1995      |
| Arturo Gatti             | 1995–1998 |
| Roberto García           | 1998–1999 |
| Diego Corrales           | 1999–2000 |
| Steve Forbes             | 2000–2002 |
| Carlos Alberto Hernandez | 2003–2004 |
| Erik Morales             | 2004      |
| Robbie Peden             | 2005      |
| Marco Antonio Barrera    | 2005–2006 |
| Cassius Baloyi           | 2006      |
| Gairy St. Clair          | 2006      |
| Malcolm Klassen          | 2006–2007 |
| Mzonke Fana              | 2007–2008 |
| Cassius Baloyi (2)       | 2008–2009 |
| Malcolm Klassen (2)      | 2009      |
| Robert Guerrero          | 2009–2010 |
| Mzonke Fana (2)          | 2010–2011 |
| Juan Carlos Salgado      | 2011–2013 |
| Argenis Mendez           | 2013–2014 |
| Rances Barthelemy        | 2014–2015 |
| José Pedraza             | 2015–2017 |
| Gervonta Davis           | 2017      |
| Gervonta Davis (2)       | 2017      |
| Tevin Farmer             | seit 2018 |

## WBO
| Weltmeister           | Amt       |
| --------------------- | --------- |
| John John Molina      | 1989      |
| Kamel Bou-Ali         | 1989–1992 |
| Daniel Londas         | 1992      |
| Jimmi Bredahl         | 1992–1994 |
| Óscar de la Hoya      | 1994      |
| Regilio Tuur          | 1994–1997 |
| Barry Jones           | 1997–1998 |
| Anatoli Alexandrow    | 1998–1999 |
| Acelino Freitas       | 1999–2004 |
| Diego Corrales        | 2004      |
| Mike Anchondo         | 2004–2005 |
| Jorge Rodrigo Barrios | 2005–2006 |
| Joan Guzmán           | 2006–2008 |
| Alex Arthur           | 2008      |
| Nicky Cook            | 2008–2009 |
| Román Martínez        | 2009–2010 |
| Ricky Burns           | 2010–2011 |
| Adrien Broner         | 2011–2012 |
| Román Martínez (2)    | 2012–2013 |
| Miguel Ángel García   | 2013–2014 |
| Orlando Salido        | 2014–2015 |
| Román Martínez        | 2015–2016 |
| Wassyl Lomatschenko   | 2016–2018 |
| Masayuki Ito          | seit 2018 |